# ALL.Net
ALL.Net（オールネット）は、セガ フェイブ（2015年3月までと2020年4月から2024年3月まではセガ、2015年4月から2020年3月まではセガ・インタラクティブ）が提供するネットワークサービスである。アーケードゲームをインターネットでつなぐことにより、通信対戦や、全国ランキング、プレイデータの保存を可能にする。NTT-MEが構築した。セガ フェイブが展開しているアーケードゲーム用ICカード「Aime」と、バンダイナムコアミューズメントが展開しているアーケードゲーム用ICカード「バンダイナムコパスポート（旧バナパスポート）」についても本項で記載する。

## 概要
ALL.Netは「Amusement Linkage Live Network」の略で、セガグループの登録商標である。
ALL.Netの起源は『バーチャファイター4』と同時にリリースされた「VF.NET」まで遡る。セガのネットワーク対応機種第2弾となる『セガ4人打ち麻雀MJ ネットワーク対戦Ver.』リリース時は、VF.Netに接続することを取扱説明書に記載した。VF.NETはALL.Netの一つとしてサービスが続いていたが、2016年2月29日にサービスを終了した。
最初期はまだ光回線が整備されておらず、ISDNを通じてネットワークが構築されており、その後光回線を通じ大容量の通信がやり取りできるようになった。その恩恵を受ける形で、多くのカードを駆使してゲームを進めていく『三国志大戦』などのオンラインでのリアルタイム対戦を実現出来るようになった。ISDNを通じたサービス提供は2015年6月30日を以って終了し、同年7月1日以降は光回線のみとなるサービスとなった。ISDNでは三国志大戦などの大容量通信が必要とされるゲームなどの接続は出来なかった。MJシリーズのみなど低容量の通信の場合はISDNでも問題なく接続できた。
一部地域で通信品質の悪化が見られてセガと関係各社が調査すると、通信量増加に伴い回線事業者とALL.Netのサービス仕様がマッチングしないことが判明し、ALL.Net回線をIPv4 PPPoEからIPv6 IPoE (+ IPv4 over IPv6) へ変更する。
ALL.Netは、当初はセガとバンダイナムコアミューズメント（2018年3月まではバンダイナムコエンターテインメント）のゲームのみ導入されていた。2015年6月から、カプコンの一部アーケードゲーム、および韓国のゲームメーカーであるアンダミロ社の『Pump It Up 2015 Prime Japanese Edition』も導入する。
以前は日本国内のみのサービスだったが、2008年に香港で実証実験し、2010年から2015年まで『三国志大戦』（初代）が香港・シンガポール・台湾・中国・韓国とのネットワーク対戦が可能となっていた。2016年現在、複数のゲームタイトルで、香港・シンガポール・台湾・中国・韓国・タイ・マレーシア・インドネシアと接続されている。ランキング等の配信は全ての国で、ネットワーク対戦は一部の国で行われている。
コナミアミューズメントと共同で行うマルチ電子マネーサービスの回線は、コナミのe-AMUSEMENT共々、ALL.Netを使用する。
サミーが開始した「AW-NET」は、ALL.Netと異なり、サミーがゲーム事業をセガに移管した後も個別に運営され、セガがサービスを終了した。

## サービス内容
ALL.Netが提供しているサービスは、ゲームの筐体がネットワークに接続されていればいい物やカードを使用する物など、必要な条件がいくつかに分かれている。
ICカードの仕様は明らかにしていないが、筐体側は電子マネー対応の携帯電話（以下、おサイフケータイ）に対応することから「FeliCa」に対応している。Suicaや楽天Edyを搭載したICカードは反応しないことが『e-AMUSEMENT PASS』との大きな違いである。2018年10月25日に、『Aime』『バンダイナムコパスポート』『e-AMUSEMENT PASS』の仕様を統一した新カードが発売された（後述）。

### ゲームそのものに対して提供される物
- 各ゲームのオンラインアップデート
- オンライン対戦型ゲームでのマッチング

上記のサービスはネットワークに接続された筐体に対して提供される。ゲームセンター運営者は上記サービスの対価として、売り上げ1プレイ毎にシステム使用料を支払う。設置台数に対する月額固定料金のタイトルもある。
オンラインアップデートは各タイトルとも7:00に行われる。タイトルの中には、アップデート終了までゲームプレイが出来ないタイトルもある。
従量料金タイトルでは、メンテナンスやサーバートラブルなどにより通信が遮断された場合は、その時間帯の料金が発生しない。2010年5月にはタイトル不具合が原因で、『セガネットワーク対戦麻雀MJ』シリーズ (2 - 4)、『頭文字D ARCADE STAGE』シリーズ (4 - 5)、『三国志大戦』シリーズ（初代、『三国志大戦』 - 『三国志大戦3 猛き鳳凰の天翔』）、『バーチャストライカー』(4.4 Ver.2006) で、通信が遮断されていた時間帯のシステム使用料を店舗へ過請求していたことが判明してセガは過請求分を店舗に返金した。『頭文字D ARCADE STAGE 5』と6月稼働の『三国志大戦3 WAR BEGINS』は、システムを修正した。
従量料金の制約から、不人気作や人気ピークを超えた衰退期に、プレイ料金値下げなどが難しく、稼働率が低下したタイトルは、店舗から速やかに撤去される事例が多く見られる。撤去に際して解約手数料が発生するが、ネットワークサービス終了が公式発表されたタイトルは、発表日以降解約手数料が発生しない。新しいゲームへ入れ替えを促進するなど、メーカーにとって利点も大きい。
ネットワークサービスが終了しかつオフライン化されたタイトルは、サービス終了と同時に筐体とALL.Netルーターとの接続を切り、筐体の設定を変更しなければならない。タイトルによっては、『シャイニング・フォース クロス』シリーズや『ぷよぷよ!!クエスト アーケード』のようにオンライン専用のタイトルがあり、これらのタイトルはネットワークサービスが終了後に筐体は撤去される。
オペレーター向けサポートは、セガやALL.Net対応の他社のゲームタイトル(バンダイナムコアミューズメントのタイトルを除く)のサポートはセガ・ロジスティクスサービスが、バンダイナムコアミューズメントのタイトルのサポートはバンダイナムコテクニカがそれぞれ担当している。セガは2016年11月に、1年以内にネットワークサービス終了したタイトルの修理サポートを終了することを発表している。

### カードに対して提供される物
磁気カードもしくはICカードを使用してプレイすることで、以下の特典がプレイヤーに与えられる。タイトルによっては、カード作成がゲーム参加の必須条件となっていることもある。
- プレイデータの保存
- 各種ランキングへの参加

メダルゲームでは「メダルバンク」との連携で、ICカードを設置店舗に登録することで、メダルをクレジットとして認識し、直接の出し入れを行わずにゲームがプレイできるといった要素を持った作品も登場している。データ保存の概念がなく、メダルバンクとの連携のみにICカードを使用するメダルゲームもある。
カードは当初は各ゲームごとに発売されており、後に1枚のカードで複数の対応作品を同時に保存できるようになった。作品ごとにカードを使用していたころはデータをカードに直接書き込んでいたため、タイトーのNESYSやコナミアミューズメントのe-AMUSEMENT（磁気カード）とは異なり、ネットワーク対応のゲームがネットワークに接続されていない場合にもプレイデータの保存ができた。ただし、書き込みを行うため磁気カードでは50回程度、ICカードでは100回〜500回の使用制限回数が設定されている。大抵のゲームでは使用回数の切れたカードから新しいカードへのデータの引き継ぎに対応している。
2010年3月10日に稼働を開始した『セガネットワーク対戦麻雀MJ4Evolution』以降からは、カードスロットにカードを差し込むタイプではなく、タッチ式カードリーダーにカードをかざすタイプを採用したゲームも登場している。これらのゲームで使用する専用ICカードはデータ保存方法がカード書き込みからサーバー保存に変更されており、使用回数制限が撤廃され、かつ同様のシステムを採用した他のALL.Net対応ゲームとのカードの相互利用も可能になり、カードの代わりにおサイフケータイでデータ保存することもできるようになった。但し電子マネー決済には非対応。これによりコナミのe-AMUSEMENT PASSと同様に1枚のカードもしくは1台の携帯電話で複数の対応ゲームのデータの一元管理が可能になっている。
2010年以降、セガとバンダイナムコアミューズメントではそれぞれ独立したゲームデータの一元管理システムを運用している。2011年11月1日より相互利用が開始された。それぞれの一元管理システムについては次述。

## 一元管理システム

### Aime
セガは、2010年11月より稼働を開始した『戦国大戦』より、ICカードやおサイフケータイでのゲームの一元管理システム『Aime』（アイミー）を本格的に開始した。対応ゲームは共通デザイン（黒地にピンク色の「e」の形をした人の横顔）の『Aimeカード』もしくはおサイフケータイでゲームデータを一括保存できるようになる他、専用サイトでデータの閲覧・管理・各種サービスの利用・データの移行手続きが簡単に行える。2011年11月1日より次述の『バナパスポートカード』との相互利用サービスを開始した。通常Aime対応タッチ式カードリーダーには、フルカラーLEDが搭載されている。MJACの非ワイド筐体、MJACとしてシャイニング・フォースクロスからコンバージョンされた筐体、STAHORSE2の筐体からコンバージョンされたSTARBORTは、それぞれカードリーダーをスロット式からタッチ式へ換装してLEDが搭載されていない。Project DIVA Arcade、maimai、THAT'S PARADiCE、ALL.net P-ras MULTI対応筐体のカードリーダーは、それぞれ稼働当初からLEDが搭載されていない。『ALLS』基板を採用しているタイトルは、稼動当初から電子マネー（TFペイメントサービスのシンカクラウド）対応のメッセージ表示機能付きカードリーダーを搭載している。
『MJ4 Evolution』の『MJメンバーズカード』、『初音ミク Project Diva Arcade』のアクセスカード、ゴルフスイングチェックマシンである『REC CHECK GOLF3』のICカードである『REC会員カード』も『Aimeカード』と同じ機能を持ち、『MJ4 Evolution』、『初音ミク Project Diva Arcade』、『REC CHECK GOLF3』の他にも『Aime』・『バナパスポートカード』対応ゲームにも使用可能である。『REC CHECK GOLF』オンラインサービスの新規登録は2015年3月31日を以って終了し、それに伴い『REC CHECK GOLF3』筐体自体も順次撤去される。『REC会員カード』自体は引き続き『Aime』・『バナパスポートカード』対応ゲームで使用可能である一方で、『REC CHECK GOLF Ver2.1』以前のバージョンは『REC会員カード』に未対応のため使用できない。一方でAime開始以前から稼働していたボーダーブレイクは専用のカードでしかセーブすることができなかった(カードリーダーがスロットイン方式であったため)。
ザッツパラダイス以降はSTARHORSE2のメダルバンク連動機能(連動用のカードは独自媒体)にならい、STARHORSE3でのメダルバンク認証と会員情報認証を統合するため、Aimeとメダルバンクを店舗のバンクごとにローカルで結びつけることが可能となった。登録するAimeは、一店舗のメダルゲームの1口座につき1枚結びつけることが可能であり、再登録は何度でも行うことが可能である。STARHORSE4ではメダル制が廃止され、MESTAバンクとAimeを結びつける必要がある。MESTAバンクはSEGA側のグローバルサーバーで店舗ごとのデータを間接的に結びつける構造となっているため、全店舗で使いまわすことになる一つのSTARHORSE4アカウントは1枚のAimeとしか結びつけることができず、Aimeの引っ越しを行う場合はどのAmusement ICのゲーム機ともプレイしたことがない新品のAimeを用意し、SEGA ID上の公式ウェブサイトからしか引継ぎすることができない。そのため、STARHORSE4はログイン認証(OSTAおよびSTARHORSE4本体双方)に必ずAimeが必要なことから、SEGA IDにAimeを登録することは必須であるといえる。
Aimeサービスサイトは、かつてはSEGA IDの他にもAimeユーザーIDでもログインできたが、2017年10月18日の11:00を以ってAimeユーザーIDの利用は終了し、以降はSEGA IDが登録されているカードのみサービスが受けられることになったと同時に、AimeユーザーIDしか登録していなかったカードやおサイフケータイの、Aimeサービスサイトの登録やロック機能は自動的に解除された

### バンダイナムコパスポート
セガの『Aime』に対し、バンダイナムコアミューズメントが運営するICカードやおサイフケータイでゲームを一元管理するシステムが、『バンダイナムコパスポート』（Bandai Namco Passport、2022年4月1日に『バナパスポート』(BANA PASSPORT) から名称変更）である。基本的には『Aime』と同じく、共通デザイン（初代は白地に三本の曲線とバナパスポートのロゴ）の『バンダイナムコパスポートカード』もしくはおサイフケータイで対応ゲームのデータを一括保存し、専用サイトでデータの閲覧・管理・各種サービスの利用・データの移行手続きが行える。前述の通り、2011年11月1日より『Aime』と相互利用サービスを開始している。対応ゲーム第1弾は2011年5月に稼働を開始した『ドラゴンボール ZENKAIバトルロイヤル』である。
バンダイナムコパスポートカードサイトに登録できるカードやおサイフケータイは最大で3つまでに制限されている他、ゲームによっては保存可能なデータにも制限がある。
対応タイトルはAime同様ビデオゲームやメダルゲームが中心だが、キッズライド機やプリントシール機といった、これまでICカードに対応することのなかったジャンルの製品にも対応タイトルを投入している。
2022年6月1日以降は、おサイフケータイ非対応となる。

### Amusement IC
2018年2月9日に、セガ・インタラクティブ（当時）、バンダイナムコエンターテインメント（当時）、コナミアミューズメントの3社は、アーケードゲーム用ICカードの仕様を統一することで合意。
2018年10月25日から、3社の仕様を統一した「アミューズメントICカード」の発売が開始された。アミューズメントICカードに対応するカードには、「Amusement IC」マークが入ると同時に、Aime並びにバナパスポートカードは「Amusement IC」対応の2代目となる。これにより、「Amusement IC」マークが入るAime（白地に青色の「e」の形をした人の横顔のデザイン）並びにバナパスポートカード（黄色地に「BANDAI NAMCO」の文字が入ったデザイン）は、コナミアミューズメントの一部アーケードゲームにも対応し、「Amusement IC」マークが入るe-AMUSEMENT PASSとの相互利用が可能となった。2019年3月に、タイトーの「NESiCA」もAmusement ICに対応する予定で、4社のアーケードゲーム用ICカードは統一される。初代のカードは、コナミアミューズメント並びにタイトーのタイトルでは使用できず、2代目カードはセガとバンダイナムコアミューズメントの一部タイトルで使用できない。
2018年9月に「Amusement IC」マークを表示する4代目e-AMUSEMENT PASSが先行発売されている。
バナパスポートは名称変更に伴い2022年4月中旬に3代目（赤地に白文字の「Bandai Namco Passport」が入ったデザイン）が発売された。

### 共通事項
セガのタイトルでのカード認証時の待機中は、カードを読取るかキャンセルの操作をするまで0.5秒間隔で白点滅、もしくは常時白点灯で待機する。カードを読取った後、認証中は一旦消灯し、認証に成功すれば2秒間青点灯。認証エラーが発生した時は、エラー画面が消えるまでかおよそ6回まで0.25秒間隔で赤点滅、認証に成功したが条件が整っていない場合は2秒間黄色点灯となる。黄色点灯の例として、『スターホース3』でパートナー厩舎の登録を行おうとしたときに、そのカードにスターホースのデータが登録されていなかった場合に発生する。Amusement IC対応タイトルで、Amusement IC対応カードを携帯電話と認識する場合は問題なくプレイできる。
バンダイナムコアミューズメントのタイトルでカード認証時の待機中は、カードを読取るかキャンセルの操作をするまで青フェード点滅で待機する。カードを読取後、認証に成功すれば緑点灯、認証エラー発生時は赤点灯、青点灯時はカードが認証されない。バンダイナムコアミューズメントの稼働中タイトルに、Amusement IC対応と非対応が混在するシリーズもある。
Amusement IC非対応タイトル（後述）に関しては、2代目カードやe-amusement passは使用できず、初代カードを継続して使用する。他社のゲームやサービスを利用しない場合も同様である。
カード購入は、基本的に対応ゲーム設置店舗で購入できるが、『太鼓の達人』シリーズのみを設置している店舗では『バナパスポートカード』の取扱いがない店舗もある。カードが紛失したり破損した場合のデータ移行は、Aimeサービスサイト並びにバナパスポートカードサイトに登録する必要があり、データ移行に関しては、セガやALL.Net対応の他社のゲームタイトル(バンダイナムコアミューズメントのタイトルを除く)はAimeサービスサイトで、バンダイナムコアミューズメントのタイトルはバナパスポートカードサイトでそれぞれ行う必要がある。カード自体の譲渡も禁止されている。セガは、ネットオークションで出品されているカードが、出品者自身がカードを所持していないにもかかわらず出品する詐欺出品や、カードが窃盗等の不法手段で入手したものであることを確認しており、他人から譲渡を受けたり、ネットオークションで落札したカードに関するトラブルはセガは一切責任を負わないとして、ユーザー自身が購入したカードを使用することを奨励している。
2010年3月に発行された『ミクの日感謝祭39's GivingDay特製ICカード』について、セガ（当時）は2012年5月に、『バナパスポートカード』との相互利用には完全に対応していないことを発表。バンダイナムコエンターテインメントも2013年3月に、自社タイトルでカードが認識されなかったり「このカードは使用出来ません」と表示されたりするなどのエラーが発生していたことを発表した。
対応ゲームで使用可能な携帯電話でも、『Aime』『バナパスポートカード』として使用できない機種がある。一部のスマートフォンで認証不可やアクセスコード未通知が発生し、iPhone用おサイフケータイジャケット、wena wrist、NuAns NEO [Reloaded]、iPhone 7、Apple Watch (Series 2, Series 3)、iPhone 8、iPhone Xをそれぞれバナパスポートカードとして使用不可とすることを発表した。『ドラゴンボール ゼンカイバトル』で一部の携帯電話で認識不可となり、2016年1月30日に『ドラゴンボール ゼンカイバトル』をアップデートした。セガもXperia Z3、Xperia Z4、Xperia Z5の3機種は、ほとんどのタイトルで対応済みである。2017年7月現在で『三国志大戦』（2代目）、『LADY LUCK』、『THAT'S PARADiCE』の3タイトルは非対応で、Galaxy S5 ACTIVEとAQUOS ZETA SH-01Gの2機種を『Aime』として使用不可にする事を発表した。両社はこれらの機種以外にも、2014年秋以降に発売された他のスマートフォンやスマートウオッチでも同様の事象が発生する可能性があり、2017年冬以降に発売されたおサイフケータイ対応端末の一部にURL転送非対応の機種があることから、該当する機種を所有しているユーザーにカードへ切り替えを奨励している。
Aimeサービスサイトに関しては2015年11月10日に、バナパスポートカードサイトは2016年1月6日にSSL証明書の更新をそれぞれ実施したため、一部のブラウザや携帯電話では同日以降、Aimeサービスサイトやバナパスポートカードサイトが表示出来なくなった。

## ALL.Net P-ras
「ALL.Net P-ras」（オールネット プラス）は、レベニューシェアを採用したゲームの供給形態である。ALL.Net P-rasに対応したゲームは販売は行われず、全てレンタルとなる。このシステムに対応したゲームを導入する際は、筐体・通信用ルーターなどのハード購入代金は必要であるが、ソフト部分はセガからの貸与となり料金はかからない。
このシステムでは、ALL.Netを通じてプレイ回数がカウントされ、プレイ回数に応じて使用料金がかかる。このプレイ回数にはフリープレイなども含まれる。通常のネットワーク使用料は1プレイにつき3円〜6円程度だが、ALL.Net P-rasのゲームでは1クレジットにつき30円が徴収される。
店舗は新機種を安価に導入が可能で、セガは販売時の売り切りではなく継続的に収入を得られ、両者に利点がある。プレイごとのセガ・インタラクティブの徴収料金は一定で、料金の値下げを行うと店舗の収益が減少する。100円で1プレイの場合に店舗の収入は70円、50円で1プレイの場合は店舗の収入は20円となる。そのためにアーケードゲームでは一般的な「プレイ料金を下げてプレイ回数を増やす」施策は選択し難く、ALL.Net P-ras第一作目の『バーチャファイター5』は売り上げが伸び悩む店舗も見られた。
ALL.Net P-ras第二作目の『Answer×Answer』は、セガ側がALL.Net P-rasではない『MJ4』へコンバージョンキットを販売するなど、対応が一様ではない部分も見受けられる。『Answer×Answer』まではシステム基板もレンタルだったが、「RING」シリーズ基板使用第1作目となる『ボーダーブレイク』以降はシステム基板が買い取りになったために基板の修理が有料になった。ネットワークサービスが終了したタイトルのシステム基板は、レンタルの場合はセガへ返却するが、オフライン稼働用のCVTキットを販売するタイトルもある。

### ALL.Net P-ras MULTI
2012年9月20日より、上記レベニューシェアモデルをセガ以外のソフトメーカー製タイトルにも拡大した「ALL.Net P-ras MULTI」（オールネット プラス マルチ）のサービスが開始され、同日より『GUILTY GEAR XX Λ CORE PLUS R』、『UNDER NIGHT IN-BIRTH』、『ゲーセンラブ。 〜プラス ペンゴ!〜』の3タイトルが同時に稼働開始された。使用されるアーケードゲーム基板はRINGEDGE 2で、店舗は対応ハードのみを購入し、ソフトは無償提供のDVD-ROMを店舗側が手動でインストールすることとなる。

#### ALL.Net P-ras MULTI Ver.2
2013年3月14日バージョンアップ。これまでDVD-ROMにより提供されていたゲームソフトが全てダウンロード配信となり、対応ハード1台につき最大10本までのタイトルセレクト機能に対応。一部タイトルはAimeカードに対応し、プレイ状況の記録やランキングの閲覧などが可能となる。
2013年度には『ファントムブレイカー アナザーコード』（4月4日）、『アンダーディフィートHD+』（4月25日）、『UNDER NIGHT IN-BIRTH Exe:Late』（UNDER NIGHT IN-BIRTHよりバージョンアップ。9月5日）、『CaladriusAC』（9月30日）、『DEAD OR ALIVE 5 Ultimate: Arcade』（12月24日）の5本がそれぞれ配信開始。
2014年度には『ブレードアークス from シャイニング』（11月5日）、『MELTY BLOOD Actress Again Current Code Ver.1.07』（RINGWIDE対応タイトルがAPMに採用された例。12月25日）が、2015年7月24日には『UNDER NIGHT IN-BIRTH Exe:Late[st]』（UNDER NIGHT IN-BIRTHシリーズの一つで、Exe:Lateとは別のゲームとして扱う）がそれぞれ配信開始。2016年12月現在までのタイトル数は15本となっている。

#### ALL.Net P-ras MULTI Ver.3
2019年4月18日に稼働開始された、6年ぶりに登場した第三弾。
同年2月21日に稼働終了した『SOUL REVERSE』をベースとした新筐体を採用し、イヤホンジャックやスマートフォン充電・ゲームパッド接続用の2種類のUSB端子、そしてタッチパネルが新たに備わる。システム基板は従来のRINGEDGE2からALLS UXへ変更。ICカードリーダーでは、ゲーム用ICカードのほか電子マネーにも対応。筐体は9月15日・16日に行われた『GUILTY GEAR Xrd REV2』のオンライン対戦対応版ロケテストで初披露され、同年9月26日に東京・大崎ガーデンタワーにあるセガサミーグループの新本社にて開催された『SEGA PRIVATE SHOW 2018 Autumn』で展示された。
稼働開始時は『GUILTY GEAR Xrd REV2 APM3Edition』、『ぷよぷよeスポーツ アーケード』の2作品が配信され、4月25日には『BLAZBLUE CROSS TAG BATTLE』が配信された。今後はコントローラーだけではなく、タッチパネルの機能を生かしたタイトルも配信予定となっている。
一般筐体と比べ高い位置にパネルがあるので、設置するには他筐体より高い椅子が必要になる。

### 他社の類似システム
- ALL.Net P-rasとは別のシステムだが、ALL.Netを利用するバンダイナムコエンターテインメントもゲームのレンタルシステムを『デッドストームパイレーツ』や『ドラゴンボール ZENKAIバトルロイヤル』で採用している。
- コナミアミューズメントも2010年11月から同様のサービスとして「e-AMUSEMENT Participation」を『麻雀格闘倶楽部 ultimate version』から始めている[50]。
- タイトーは2010年12月から「NESiCAxLive」を開始。アップロードされたゲームのリストの中から、プレイヤーが都度任意のものをダウンロードして遊戯可能である。2013年11月にセガサミーグループ入りしたアトラスが開発した『ペルソナ4 ジ・アルティメット イン マヨナカアリーナ』と『ペルソナ4 ジ・アルティマックス ウルトラスープレックスホールド』は、開発がアトラスのインデックス（旧法人）傘下時代に行われたためALL.Netではなくこちらを採用している他、カプコンもALL.Netと並行して継続採用する。アークシステムワークスの『BLAZBLUE CROSS TAG BATTLE』はALL.Net P-ras MULTI Ver.3とNESiCAxLive2の両プラットフォームで採用されている。
- ケイブは2009年5月発売の『デススマイルズII 魔界のメリークリスマス』にて、基板を無償レンタルするレベニューシェア方式の供給を行ったが、わずか1年弱でサービス終了となり基板は回収された。

## 対応ゲーム
●はメダルゲーム。後ろに△がある場合はメダルの預払機能のみ対応。
特記がないものはセガ・インタラクティブまたはバンダイナムコアミューズメント開発のタイトル。

### ALL.Net P-ras MULTI対応
括弧内は開発メーカー・発売メーカー。☆はAime / バナパスポート対応タイトル（2019年4月18日より「Amusement IC」対応）。

#### Ver.1&Ver.2配信タイトル
▽はVer.1より稼働されていたタイトル
- アンダーディフィートHD+（グレフ）
- UNDER NIGHT IN-BIRTHシリーズ（フランスパン / エコールソフトウェア → アークシステムワークス）▽☆
  - 1作目（無印）は稼働終了し、2作目「Exe:Late」（1作目のバージョンアップ扱い）と3作目「Exe:Late［St］」がそれぞれ稼働
- CaladriusAC（MOSS）
- GUILTY GEAR XX Λ CORE PLUS R（アークシステムワークス）▽☆
- GUILTY GEAR Xrdシリーズ（アークシステムワークス）☆
  - 2作目「-REVELATOR-」は稼働終了し、1作目「-SIGN-」と3作目「REV2」（2作目のバージョンアップ扱い）がそれぞれ稼働
- ゲーセンラブ。 〜プラス ペンゴ!〜（トライアングル・サービス）▽
- 恋姫†演武シリーズ（UNKNOWN GAMES）
  - 1作目（無印）は稼働終了し、2作目「遼来来」（1作目のバージョンアップ扱い）が稼働
- デッド オア アライブ5 アルティメット アーケード（コーエーテクモゲームス）☆
- 電撃文庫 FIGHTING CLIMAXシリーズ（セガ / フランスパン / エコールソフトウェア）☆
  - 1作目（無印）と2作目「IGNITION」がそれぞれ稼働
- ファントムブレイカー アナザーコード（5pb. / デルタファクトリー）
- ブレードアークス from シャイニング（セガ / スタジオ最前線）☆
- Blade Strangers（スタジオ最前線）
- MELTY BLOOD Actress Again Current Code APM（エコールソフトウェア）

#### Ver.3 配信タイトル
◇は電子マネー決済が可能なタイトル。
- UNDER NIGHT IN-BIRTH Exe:Late［cl-r］（フランスパン / アークシステムワークス）☆
- UNDER NIGHT IN-BIRTH II Sys:Celes（フランスパン / アークシステムワークス）☆
- 海腹川背 Fresh! for AC（サクセス / スタジオ最前線）☆
- オトシューDX（EZDAEMON）☆
- かしおり（サクセス）☆
- GUILTY GEAR Xrd REV2 APM3Edition（アークシステムワークス）☆◇
- GUILTY GEAR -STRIVE-（アークシステムワークス）☆◇
- グーニャファイター APM3 Edition（MUTAN）☆
- 恋姫†演武 遼来来 バージョン3（UNKNOWN GAMES / エムツー）☆
- コットンロックンロール（サクセス / スタジオ最前線）☆
- シメンソカス（サクセス）☆
- 上海IV 竜門飛躍（サンソフト / サクセス）☆
- 新おてなみ拝見 落ちものパズルの試練（サクセス）☆
- 戦刃アレスタ（エムツー）☆
- ソニックウィングス リユニオン（サクセス）☆
- タッピングスキルテスト（トライアングル・サービス）☆
- デッド オア アライブ6（コーエーテクモゲームス）☆◇
- 電撃文庫 FIGHTING CLIMAX IGNITION APM3（セガ / フランスパン / エコールソフトウェア）☆
- ノスフェラトゥ リリノア（neon）☆
- バーチャファイター eスポーツ（セガ）☆◇
- バーチャファイター3tb オンライン（セガ）☆◇
- ぷよぷよeスポーツ アーケード（セガ）☆◇
- Blade Strangers APM3版（スタジオ最前線）
- BLAZBLUE CROSS TAG BATTLE（アークシステムワークス）☆◇
- ペンゴ! オンライン（トライアングル・サービス）☆
- ミルクちゃん（スタジオ最前線）☆
- 琉球II（サクセス）☆
- ローリングガンナー（Project Rolling Gunner）☆

### Aime及びバナパスポートに対応するタイトル一覧

#### Amusement IC対応タイトル
2018年10月25日から、「Amusement IC」マーク入りのe-AMUSEMENT PASSとの相互利用サービスが開始された。2019年3月には「Amusement IC」マーク入りのNESiCAとの相互利用サービスが開始される予定。Amusement IC対応タイトルは、初代及び2代目のAime・バナパスポート、4代目e-amusement pass、2代目がNESiCAが使用可能。
- アイドルマスター ツアーズ
- 頭文字D THE ARCADE
- 英傑大戦シリーズ
- オンゲキシリーズ
- カードメイカー - 対応ゲーム：オンゲキ、チュウニズム（アマゾン以降）、maimai（でらっくす以降）
- 艦これアーケード
- 機動戦士ガンダム アーセナルベース（データカードダス）
- 機動戦士ガンダム エクストリームバーサスシリーズ（2以降）
- 三国志大戦（2代目、狼主の双剣以降）
- ジョジョの奇妙な冒険 ラストサバイバー
- STARHORSE3シリーズ ●（SeasonVII GREAT JOURNEY以降）
- STARHORSE4 ●
- STARBOATシリーズ ●
- セガNET麻雀 MJ Arcade
- 太鼓の達人（新筐体版。ブルーVer.以降）
- チュウニズムシリーズ（アマゾン以降）
- 鉄拳シリーズ（鉄拳7 FATED RETRIBUTION ROUND2以降）
- ドラゴンボールスーパーダイバーズ（データカードダス）
- ハウス・オブ・ザ・デッド 〜スカーレット・ドーン〜
- 初音ミク Project DIVA Arcadeシリーズ（Future Tone Version B以降）
- バベルのメダルタワー ●△
- BINGO THEATER ●
- BingoDrop ●△
- Fate/Grand Order Arcade
- 北斗の拳 BATTLE MEDAL ●△
- ホリアテール ●
- ホルカ×トルカ ●△
- maimaiシリーズ（MiLK PLUS以降）
- マリオカート アーケードグランプリDX
- メダルバンク●△
- レッ釣りGO! ●
- REVOLUTIONIII筐体●
- 湾岸ミッドナイト MAXIMUM TUNEシリーズ（6以降）
- Wonderland Wars シリーズ（七つ色の冒険譚以降）

#### 対応予定タイトル
- 湾岸ミッドナイト スピードイグニッション

#### Amusement IC非対応タイトル
前述の通り2011年11月1日（ドラゴンボール ZENKAIバトルロイヤルのみ11月2日）よりゲームカード相互利用サービスが開始され、Aime・バナパスポートどちらのカードでも利用可能になった。引き続きおサイフケータイにも対応している（一部ゲームを除く）。但し、前述の通りAmusement IC対応カードは使用できない。
★はAmusement IC対応の次作に移行したタイトル
- 機動戦士ガンダム エクストリームバーサスシリーズ★（フルブーストからマキシブースト ONまで）
- 機動戦士ガンダム 戦場の絆★（Rev.3のみ）
- CODE OF JOKERシリーズ★（ECHOESまで）
- 三国志大戦★（2代目、天槍の共鳴まで）
- STARHORSE3シリーズ ★●（Season VI FULL THROTTLEまで）
- セガネットワーク対戦麻雀MJシリーズ★（MJ5からMJ5 R EVOLUTIONまで）
- 太鼓の達人★（新筐体版。イエローVer.まで）
- タイムクライシス5
- チュウニズムシリーズ★（スター プラスまで）
- 鉄拳シリーズ★（鉄拳タッグトーナメント2から鉄拳7 FATED RETRIBUTIONまで）
- 初音ミク Project DIVA Arcadeシリーズ★（Version AからFuture Tone Version Aまで）
- ピコピコアンパンマンごう（キッズライド機）
- maimaiシリーズ★（MiLKまで）
- マリオ&ソニック AT リオオリンピック アーケードゲーム
- ロストランドアドベンチャー
- WORLD CLUB Champion Footballシリーズ★（2011-2012から2016-2017まで）
- 湾岸ミッドナイト MAXIMUM TUNEシリーズ★（4から5DX PLUSまで）
- Wonderland Warsシリーズ★（醒し創聖の闘歌劇まで）

#### ネットワークサービスが終了したタイトル
★はAmusement ICに対応したタイトル。
- 頭文字D ARCADE STAGE Zero★
- 海物語in沖縄 ウキウキバケーション ● ※筐体は引き続き稼働中
- 海物語 ラッキーマリンシアター デラックス ● ※筐体は引き続き稼働中
- 機動戦士ガンダム 戦場の絆シリーズ（Rev.4からIIまで）★
- 機動戦士ガンダム U.C.カードビルダー
- crossbeats REV.シリーズ（カプコン）※筐体は引き続き稼働中
- クロノレガリア
- けものフレンズ3 プラネットツアーズ★
- CODE OF JOKERシリーズ（THE AGENTS以降）★
- THAT'S PARADiCE ●△
- THE WORLD of THREE KINGDOMS
- シンクロニカ★ ※筐体は引き続き稼働中
- スーパードラゴンボールヒーローズ（データカードダス初のバナパスポート対応タイトル。おサイフケータイは第3弾以降のバージョンに対応。通信回線はバンダイデータスポットを使用。）★
- SEGA CARD-GEN MLBシリーズ
- SEGA World Drivers Championship★
- 戦国大戦シリーズ
- SOUL REVERSE★
- ソードアート・オンライン アーケード ディープ・エクスプローラー★
- ドラゴンボール ZENKAIバトルロイヤルシリーズ
- ぷよぷよ!!クエスト アーケード
- ポーカースタジアム★
- ポッ拳 POKKÉN TOURNAMENT
- LADY LUCK●△
- WACCAシリーズ（マーベラス）★ ※筐体は引き続き稼働中
- ワンピース ガンガントレジャー ● ※筐体は引き続き稼働中
- バンダイナムコシールプリント機シリーズ（PLATINUM BALANCE、MANIFIQ）※筐体は引き続き稼働中
- WORLD CLUB Champion Footballシリーズ（2017-2018からFOOTISTA 2021まで）★

### かつて専用カード対応で稼働していたタイトル一覧
2019年9月9日のボーダーブレイクのサービス終了で、専用カード対応タイトルは全て稼働終了した。

#### 専用ICカードに対応したタイトル
☆はAime及びバナパスポートのみ対応の次作に移行したタイトル
★はAime及びバナパスポートに加え後にAmusement IC対応の次作に移行したタイトル
※はAime / バナパスポート対応ではないが、共用ICカード及びおサイフケータイに対応していたタイトル
◇はAime及びバナパスポートのみ対応の次作移行前にサービス休止期間があったタイトル
◆はAime及びバナパスポートに加え後にAmusement IC対応の次作移行前にサービス休止期間があったタイトル
- 頭文字D ARCADE STAGEシリーズ（4から8 インフィニティまで）★ - 「8 インフィニティ」のネットワークサービスは2017年4月27日終了
- カウンターストライク ネオ
- 機動戦士ガンダム エクストリームバーサス（1作目）★　- 2016年3月をもってサービス終了
- 機動戦士ガンダムカードビルダーシリーズ（0083両雄激突 以前）◇
- 機動戦士ガンダム 戦場の絆（Rev.2以前）★
- Quest of Dシリーズ
- 三国志大戦シリーズ（初代）◆
- シャイニング・フォース クロスシリーズ
- STARHORSE2シリーズ ●
- セガゴルフクラブシリーズ
- セガネットワークカジノクラブシリーズ ●
- セガネットワーク対戦麻雀MJシリーズ★（MJ2からMJ4 Evolutionまで）- 4Evolutionのみ※
- DERBY OWNERS CLUBシリーズ（2008 feel the rush以降）- プレイヤーデータ用ICカード(任意)と馬データ用の印字可能ICカード(必須)の2種類が存在する
- 大怪獣ラッシュ ウルトラフロンティア（データカードダス初の対応タイトル）
- 鉄拳シリーズ（鉄拳5から鉄拳6 BLOODLINE REBELLIONまで）★
- ドルアーガオンライン THE STORY OF AON
- ネットワーク対戦クイズ Answer×Answerシリーズ
- バーチャストライカーシリーズ（4以降）
- バーチャファイターシリーズ（4から5 FINAL SHOWDOWN VERSION A REVISION 1まで）◆ - 5FS現行バージョンの「VERSION B」はALL.Net非対応で引き続き稼働中。
- 初音ミク Project DIVA Arcadeシリーズ（初代 Revision3以前）※★
- ボーダーブレイクシリーズ
- WORLD CLUB Champion Footballシリーズ（2010-2011以前）★

#### 専用磁気カードに対応していたタイトル
- THE IDOLM@STER
- セガ四人打ち麻雀MJ（MJシリーズ初代）
- ドラゴンクロニクル
- みんなで鍛える全脳トレーニング

### ネットワークのみ対応するタイトル一覧

#### ALL.Netモバイルに対応するタイトル
- 占いコレクション トロッテ

#### コンテンツ配信を行っているタイトル
- ディズニー マジックキャッスル まほうのHAPPYミラー

#### コンテンツ配信を行っていないタイトル
- マリオ&ソニック AT 東京2020オリンピック アーケードゲーム

以下のタイトル(バンダイナムコゲームス製)については、購入時オプションとしてレベニューシェアによる稼働が選択できる。この場合、購入価格が減額される代わりにプレイ毎に課金が発生するため、機器の認証及びプレイデータの送信のためにネットワーク接続が必須となっており、一定時間接続が断たれるとゲームがプレイできなくなる。（課金オプションを選択していなくても停止する）
- 釣りスピリッツ ●

#### ネットワークサービスの終了したもの
☆はALL.Netモバイルに対応していたタイトル。
- 新甲虫王者ムシキング☆
- セーラーゾンビ AKB48アーケード・エディション
- ダークエスケープ 3D
- TANK!TANK!TANK!
- デッドストームパイレーツ
- ネイルプリ☆
- Pump It Upシリーズ（アンダミロ）[53]
- ヒーローバンク アーケード☆
- マッハストーム
- ルイージマンション アーケード（カプコン）
- ナレルンダー!